# Coverversion
En coverversion, eller et covernummer, er en musikgruppes eller -kunstners indspilning af eller liveoptræden med et musikstykke, som oprindeligt er fremført af en anden gruppe eller kunstner. Liveoptræden med covernumre sker såvel til koncerter som i tv-programmernes sangdyst konkurrencer.
Mange bands vælger at spille covernumre, inden de begynder at skrive deres egne sange og tekster. Andre bands baserer en hel karriere på at spille covernumre. Ofte indspilles covernumre i en anden musikalsk stil eller på et andet sprog end den oprindelige udgave, og coverversionen får derved sit eget liv.
Historisk er coverversioner et udbredt fænomen. I pladeindustriens første årtier var det almindeligt, at populære sange blev indspillet af forskellige kunstnere på mange forskellige pladeselskaber, fordi der var større fokus på sangen end på sangeren. Et beslægtet begreb er således jazzens standards. Et godt senere eksempel er de mange genindspilninger af sorte amerikanske kunstneres sange, som blev udført af hvide sangere i begyndelsen af rock'n'roll-æraen.
En verdenskendt kunstner der har haft mange coverhits er Rod Stewart.
Visse coverversioner bliver langt større succeser end originalerne. Således er der sange der måske aldrig ville været blevet et hit, hvis det ikke havde været for coverversionerne. 
I Danmark blev der i 1960'erne og 1970'erne i stort omfang lavet danske udgaver af mange af de store udenlandske hits. Der blev eksempelvis skabt fordanskede sange som Smilende Susie og Gem Et Lille Smil Til Det Bli'r Gråvejr, som blev foreviget af folkekære danske kunstnere som Birgit Lystager og Gustav Winckler. Shu-bi-dua har desuden lavet numre som Fed Rock og Stærk Tobak, som er danske udgaver af henholdsvis Jailhouse Rock og Twist & Shout. Senere hen har det vist sig populært at oversætte svenske sange til dansk, hvilket blandt andet Christian Brøns og Blå Øjne benyttede sig af med stor succes omkring årtusindeskiftet. Oversættelserne er under tiden også gået den anden vej, som eksempelvis da Björn Afzelius lavede Tusen Bitar, som er en svensk udgave af Anne Linnets Tusind Stykker. På tilsvarende vis er det med Sichelles Fuck Deg, som er en norsk udgave af Anna Davids Fuck Dig!. I udlandet er der også blevet lavet coverversioner af nogle danske kunstneres engelsksprogede hits. I 2000 hittede Vengaboys med en coverversion af Walkers' "Shalala Lala", i 2003 hittede Jamelia med en coverversion af Christine Miltons "Superstar", i 2006 hittede Shayne Ward med en coverversion af Bryan Rices "No Promises" og i 2007 har Celine Dion lavet en coverversion af Tim Christensens "Right Next To The Right One".
Flere danske julesange samt enkelte danske julesalmer er enten oversættelser eller fordanskninger. Her kan nævnes julesalmen Glade jul, dejlige jul, som på tysk hedder Stille Nacht, heilige Nacht og på engelsk Silent Night. Ligeledes er Shu-bi-dua s Rap Jul en fordanskning af den verdensberømte julesang White Christmas. 
Mange covernumre indspilles til tribute albums eller til musikbiografifilm. Eksempler på det er Green Days Working Class Hero, Nephews Byens Hotel og Los Lobos' La Bamba.
I forbindelse med kunstneres udgivelse af opsamlingsalbums er det blevet populært at lancere en coverversion på albummet. Her kan nævnes Alanis Morissette: Crazy og No Doubt: It's My Life.
Der bliver til tider også udgivet semi-coverversioner, når kunstnere bidrager med en duetversion af deres egne oprindelige, og ofte ældre, hits. 
En anden form for coverversioner er sampling, som er når der bliver anvendt brudstykker fra andre andre sange. Kunstnere skal have tilladelse til at anvende dette brudstykke; men som i eksempelvis Ice Ice Baby er samplingen sket uden godkendelse.
Betegnelsen mash-ups, også kaldet blandt andet bastard pop, går ud på at mikse mindst to forskellige numre sammen til ét nummer. Dette sker som oftest ved hjælp af en remixer eller i forbindelse med en live optræden. Et eksempel på et mashup er Jay-Z' & Linkin Parks Numb/Encore, som dels består af Jay-Z' Encore og dels af Linkin Parks Numb. Et andet eksempel er Personal Movie Klip, som er Nephews Movieklip mixet sammen med Depeche Modes Personal Jesus.